# Reduto de São Caetano
O Reduto de São Caetano localizava-se na margem esquerda da barra do rio Grande (atual Lagoa dos Patos) no litoral do estado brasileiro do Rio Grande do Sul.

## História
Erguido ao norte de Rio Grande, em frente às guardas castelhanas, por determinação do governador da Capitania do Rio Grande, brigadeiro José Custódio de Sá e Faria (SOUZA, 1885:132), em 1764, em torrão (tepes) e faxina. Estava artilhado com peças de ferro de quatro libras de bala, podendo ostentar até dezesseis delas (GARRIDO, 1940:148).
No contexto da Guerra do Sul (1763-1776), foi escolhido pelo coronel José Custódio de Sá e Faria como quartel-general para a campanha de retomada da então vila de Rio Grande, à época em mãos dos espanhóis. Com a reconquista do Fortim da Guarda do Norte (a partir de então São José da Guarda do Norte) em 1767, passou a dividir com esta a importância estratégica, cessada com a reconquista de Rio Grande (2 de abril de 1776).
Não está relacionada por este nome pelo coronel Rêgo Monteiro em 1777 (GARRIDO, 1940:149). BARRETTO (1958) acreditou poder tratar-se do Fortim dos Dragões (Fortim de São Jorge), uma vez que foi comandado pelo sargento-mor Francisco Pinto Bandeira, dessa arma (Op. cit., p. 290-291).